# Caféhaus (Altötting)

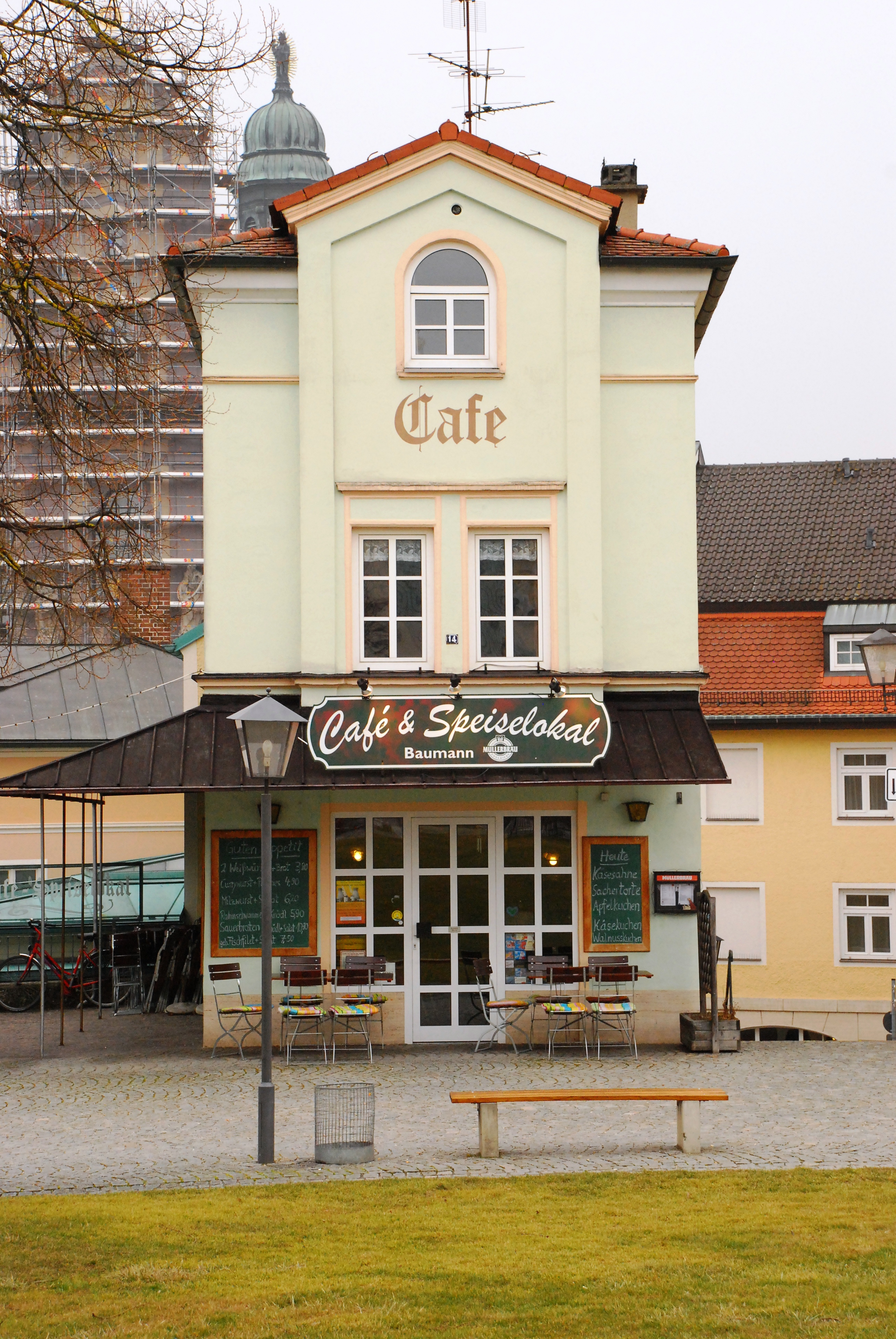
Ansicht vom Kapellplatz

Das Caféhaus ist ein Café und Speiselokal im Zentrum der oberbayerischen Kreisstadt Altötting.
Der schmale freistehende Giebelbau wurde im dritten Viertel des 19. Jahrhunderts an der Nordwestseite des Kapellplatzes errichtet. Seine Gestaltung folgt ganz dem Stil der Maximilianszeit.
Es steht unter Denkmalschutz.